# Aechmea orlandiana
Aechmea orlandiana é uma espécie de planta da família das bromeliáceas, típica da floresta Amazônica, no Brasil. É muito usada como planta ornamental.
Esta espécie perene é citada em Flora Brasiliensis por Carl Friedrich Philipp von Martius.